# Staffan Nyström
Lars Birger Staffan Nyström, född 11 december 1952, är en svensk språkvetare.
Staffan Nyström är sedan 2008 professor i nordiska språk med inriktning mot namnforskning vid Institutionen för nordiska språk vid Uppsala universitet.
Han är ordförande för Stadsbyggnadsnämndens namnberedning i Stockholms stad och ansvarade för bearbetningen av boken Stockholms gatunamn till dess tredje upplaga (2005). Han är ledamot av Gustav Adolfs Akademien.